# Kulki (gra komputerowa)
Kulki – polska gra komputerowa z gatunku gier logicznych. Polega na usuwaniu z planszy 9 na 9 pól tytułowych kolorowych kulek. Kulki zostają usunięte wtedy, gdy utworzy się rząd z pięciu lub więcej kulek tego samego koloru w poziomie, pionie lub ukośnie. W każdym ruchu pojawiają się 3 nowe kulki, zarówno ich kolor jak i rozmieszczenie na planszy jest losowe. Nowe kulki nie pojawiają się po ruchu powodującym usunięcie rzędu kulek. Gra kończy się w momencie gdy wszystkie pola planszy są zapełnione kulkami i nie można wykonać żadnego ruchu.
Polskie „kulki” to wariant starszej gry pt. Lines (Color Lines, ros. Шарики) napisanej przez Olega Demina wydaną dla systemu MS DOS przez rosyjską firmę Gamos (ros. Геймос) w 1992 roku. Istnieje wiele wersji gry opartej na tych samych zasadach, autorstwa różnych producentów.

## Informacje
- Platforma programowa: MS Windows 3.1 i następne
- Rozmiar gry: 606 kB (po rozpakowaniu)
- Rok produkcji: 1995
- Autor: Jarosław Lewandowski
- Rodzaj licencji: freeware